# Keekan
Keekan es una ciudad censal situada en el distrito de Kasaragod en el estado de Kerala (India). Su población es de 9735 habitantes (2011).

## Demografía
Según el censo de 2011 la población de Keekan era de 9735 habitantes, de los cuales 4435 eran hombres y 5300 eran mujeres. Keekan tiene una tasa media de alfabetización del 87,99%, inferior a la media estatal del 94%: la alfabetización masculina es del 92,81%, y la alfabetización femenina del 84,09%.